# Allopachria guangdongensis
Allopachria guangdongensis är en skalbaggsart som beskrevs av Wewalka 2010. Allopachria guangdongensis ingår i släktet Allopachria och familjen dykare. Inga underarter finns listade i Catalogue of Life.